# Государственный архив Ростовской области
Госуда́рственный Архи́в Ростовской области (ГКУ РО «ГАРО») — крупнейшее в Ростовской области государственное хранилище документов, являющихся частью архивного фонда Российской Федерации.

## Об архиве
На основании «Положения о центральном республиканском, краевом, областном государственном архиве», утверждённого 14 мая 1941 года, исторический, военные архивы и архив Октябрьской революции в Ростове-на-Дону были объединены в единый Государственный архив Ростовской области с филиалами в городах Таганрог и Шахты, в 1964 году был создан филиал в Новочеркасске.
Документы, хранящиеся в ГАРО охватывают, в основном, период с XVIII века до наших дней и относятся к территории Области войска Донского (с 1745 по 1920 год), Донской области и Юго-Востока России (1920—1924 гг.), Северо-Кавказского края (1924—1934 гг.), Азово-Черноморского края (1934—1937 гг.) и Ростовской области (с 1937 года).

## Адрес
344006, город Ростов-на-Дону, Ворошиловский проспект, дом 28. Телефакс: (863) 240-48-92.
Консультации для работников ведомственных архивов: в понедельник, четверг — с 14:00 до 18:00 — тел. (863) 240-49-65.
Читальный зал работает: понедельник, вторник, среда, четверг с 9:30 до 17:30, пятница — санитарный день.
Стол справок: понедельник, четверг — с 16:00 до 18:00; вторник, пятница — с 11:00 до 13:00.
Директор архива — Трапш Николай Алексеевич.

## Филиалы
- Новочеркасский филиал: 346411, г. Новочеркасск, ул. Народная, 68/6, тел./факс 8-252-44573. Хранит более 40 тысяч дел по истории Новочеркасска с 1943 года. Директор филиала — Милованова Наталья Николаевна.
- Таганрогский филиал: 347900, г. Таганрог, ул. Петровская, 72, тел. 8-8634-613633, факс 8 (8634) 613711. Хранит более 130 тысяч дел по истории Таганрога с 1920 года. Директор филиала — Омельянюк Инна Олеговна.